# Рапоза (Мараньян)

Рапоза на карте штата.

Рапоза (порт. Raposa) — муниципалитет в Бразилии, входит в штат Мараньян. Составная часть мезорегиона Север штата Мараньян. Входит в экономико-статистический микрорегион Городская агломерация Сан-Луис. Население составляет 26 327 человек на 2010 год. Занимает площадь 66,280 км². Плотность населения — 397,21 чел./км².

## Демография
Согласно сведениям, собранным в ходе переписи 2010 г. Национальным институтом географии и статистики (IBGE), население муниципалитета составляет:
| Полное население                               | Полное население                               | Полное население                               | Полное население                               | 26 327 |
| ---------------------------------------------- | ---------------------------------------------- | ---------------------------------------------- | ---------------------------------------------- | ------ |
| в том числе:                                   | Городское население                            | 16 675                                         | Процент городского населения, %                | 63,34  |
|                                                | Сельское население                             | 9 652                                          | Процент сельского населения, %                 | 36,66  |
|                                                | Мужское население                              | 13 121                                         | Процент мужского населения, %                  | 49,84  |
|                                                | Женское население                              | 13 206                                         | Процент женского населения, %                  | 50,16  |
| Плотность населения, чел/км²                   | Плотность населения, чел/км²                   | Плотность населения, чел/км²                   | Плотность населения, чел/км²                   | 397,21 |
| Население муниципалитета в % к населению штата | Население муниципалитета в % к населению штата | Население муниципалитета в % к населению штата | Население муниципалитета в % к населению штата | 0,40   |

По данным оценки 2016 года, население муниципалитета составляет 29 755 жителей.

## История
Город основан 10 ноября 1994 года. 

## Статистика
- Валовой внутренний продукт на 2003 год составляет 20 596 713,00 реалов (данные: Бразильский институт географии и статистики).
- Валовой внутренний продукт на душу населения на 2003 год составляет 1062,02 реала (данные: Бразильский институт географии и статистики).
- Индекс развития человеческого потенциала на 2000 год составляет 0,632 (данные: Программа развития ООН).